# 山中辰四郎
山中 辰四郎（やまなか たつしろう、1890年（明治23年）7月7日 - 1971年（昭和46年）12月11日）は、昭和期の日本の政治家で、公選2人目の佐世保市長である。

## 概要
佐世保市出身。戦前に佐世保市議会議員を1期（1933年～1937年）務めた後、市役所職員となり、総務課長、助役を経て、1955年4月の市長選挙で現職の中田正輔を破って第15代佐世保市長に就任、2期8年間に及び市長を務めた。
在職中には佐世保工業高等専門学校、海上自衛隊教育隊の誘致を実現したほか、石岳動植物園の開園、鹿子前への観光道路整備など、観光都市としての基盤整備に努めた。
1963年4月の市長選に3選を目指し出馬したが、元市議会議長の辻一三に阻まれ落選、4年後の1967年4月の市長選にも再度挑戦したが再び辻に敗れた。死去後、佐世保市名誉市民の称号を贈られた。